# Chabbasch
Chabbasch ist der Name eines Pharaos (König), der als Gegenkönig in der 31. Dynastie von 338 bis 336 v. Chr. während der Herrschaft von Arses über den größten Teil Ägyptens regierte. Seine Herrschaft wird manchmal als „32. Dynastie“ bezeichnet.

## Zum Namen und Belege
Der Name von Chabbasch ist in sieben Quellen sicher belegt. Aufgrund der hieroglyphischen Schreibart sind mehrere Varianten der Lesung des Eigennamens möglich: Chabbasch, Chebasch und Chababascha.
In einem demotischen Papyrus, einem Heiratsvertrag zwischen Satiretbin und dem thebanischen Priester Djedhor, erscheint der Vermerk „Erstes Jahr des Pharao Chabbasch, Monat Achet III (Hathyr 337 v. Chr.)“. In seinem zweiten Regierungsjahr, Monat Achet III (Hathyr 336 v. Chr.), übereignete Chabbasch in Memphis einen Apis-Sarkophag. Auf der Satrapenstele ist der Inhalt des späteren Dekretes des Ptolemaios I. niedergeschrieben, das im siebten Regierungsjahr von Alexander IV. (311 v. Chr.) verfasst wurde. Ptolemaios I. bezeichnete Chabbasch rückblickend als König, der über ganz Ägypten regierte.

„Ich gebe das Uto-Land dem Harendotes, dem Herrn von Pe, und der Uto, der Herrin von Pe und Dep, von heute an auf ewig, samt...allem, was früher dazugehört und was man dazugefügt hat, samt der Schenkung, die der ober- und unterägyptische König Chabbasch – er lebe ewig! - gemacht hat.“

Im memphitischen Grab des Haremhab ist Chabbasch auf einem Amulett belegt. In den Ruinen des Königspalastes von Apries fanden Archäologen ein Schleudergeschoss, auf welchem in demotischer Schrift sein Name eingeschrieben ist. Daneben steht der Name von Chabbasch auf einer Vase aus der memphitischen Region sowie auf einem Skarabäus unbekannter Herkunft.
Ob in einer Stele des meroitischen Königs Nastasen tatsächlich über Chabbasch berichtet wird, ist in der Ägyptologie umstritten. Auf der Stele erscheint der Name „Chembes-uten/Chembes-weten“, der teilweise als meroitische Ableitung „Chabbae“ in Verbindung des Epithetons „mit Leben beschenkt“ gedeutet wird.

## Regierungsdauer
Manethos ursprüngliche Fassung der Aegyptiaca endete mit der 30. Dynastie. Die mit Manetho in Verbindung gebrachten Epitome der 31. Dynastie gehen auf anonyme Schreiber zurück, die aus anderen Quellen die Listen vervollständigt hatten. Da Manetho nur die Könige bis Nektanebos II. erfasste, fehlt der Name des Chabbasch. In der demotischen Chronik, die nur bis zum Anfang der 30. Dynastie namentlich die Könige aufführt, taucht Chabbasch ebenfalls nicht auf. Aufgrund dieses Befundes kann Chabbasch erst nach der 30. Dynastie auf den Thron gelangt sein.
Die von Ptolemaios I. auf der Satrapenstele niedergeschriebenen Erklärungen legen nahe, dass das erste Regierungsjahr von Chabbasch nach dem Tod des Artaxerxes III. etwa im November 338 v. Chr. begann. Die Inschrift auf dem Apis-Sarkophag muss spätestens ein Jahr vor der Regierungsübernahme durch Dareios III. vor dem Monat November des Jahres 336 v. Chr. eingetragen worden sein, weshalb die nach der Fertigstellung vorgenommene Übergabe des Sarkophages im Januar/Februar (Monat Hathyr) des Jahres 336 v. Chr. stattfand. Aus den genannten Daten ließ sich die wahrscheinliche Regierungsdauer von Ende 338 bis 336 v. Chr. ermitteln, in der Chabbasch als Pharao herrschte.